# Cuyojanira riojana
Cuyojanira riojana är en kräftdjursart som beskrevs av Luis E. Grosso 1992. Cuyojanira riojana ingår i släktet Cuyojanira och familjen Protojaniridae. Inga underarter finns listade i Catalogue of Life.